# Димитър Янчев
Димитър Иванов Янчев е български военен деец, генерал-майор, участник в Първата световна война (1915 – 1918), по-късно командир 21-ви пехотен средногорски и 18-и пехотен етърски полк, началник-щаб на 5-а пехотна дунавска и 4-та пехотна преславска дивизия и командир на 9-а пехотна плевенска дивизия през Втората световна война (1941 – 1945).

## Биография
Димитър Янчев е роден е на 13 юли 1893 г. в Златарица (село). През 1915 година завършва Военното на Негово Величество училище на 25 август е произведен в чин подпоручик, а на 30 май 1917 е произведен в чин поручик. Взема участие в Първата световна война (1915 – 1918) и през 1917 година е награден с Военен орден „За храброст“ IV степен, 2-ри клас. По-късно служи като адютант в 50-и пехотен полк и на 1 май 1920 е произведен в чин капитан.
През 1929 година капитан Янчев е назначен за домакин на 27-и пехотен чепински полк, а на 15 май 1930 година е произведен в чин майор. От 1932 година командва дружина от 18-и пехотен етърски полк, на 26 август 1934 година е произведен в чин подполковник и същата година е назначен за помощник-командир на същия полк. От 1935 година е началник-щаб на 5-а пехотна дунавска дивизия, след което от 1936 година е командир на 21-ви пехотен средногорски полк.
На 3 октомври 1938 Янчев е произведен в чин полковник и назначен за началник-щаб на 4-та пехотна преславска дивизия. С височайша заповед №61 от 2 септември 1939 година е назначен за командир на 18-и пехотен етърски полк. Длъжността изпълнява от 21 септември 1939 до 26 октомври 1940 година, когато е назначен за командир на 9-а пехотна плевенска дивизия. На 6 май 1943 година е произведен в чин генерал-майор. Уволнен е от служба на 13 септември 1944 г. официално „по навършване на 25-годишна служба“, но реално с тази заповед, както и със заповедта от 14 септември е направена първата чистка на т.нар. „реакционни елементи от армията“. По-късно същата година се самоубива.
Генерал-майор Димитър Янчев е един от главните подсъдими на дело, което започва на 1 април 1945 година, на т.нар. „Народен съд“ срещу 52 военни престъпници, поради предявени обвинения на народния обвинител Асен Кантарджиев.

## Военни звания
- Подпоручик (25 август 1915)
- Поручик (30 май 1917)
- Капитан (1 май 1920)
- Майор (15 май 1930)
- Подполковник (26 август 1934)
- Полковник (3 октомври 1938)
- Генерал-майор (6 май 1943)

## Награди
- Военен орден „За храброст“ IV степен, 2-ри клас (1917)